# Zonoscope
Zonoscope är ett musikalbum av den australiensiska musikgruppen Cut Copy som utgavs 2011 på skivbolaget Modular Recordings. Det var gruppens tredje studioalbum. Gruppens sångare Dan Whitford berättade att han var mycket inspirerad av Fleetwood Mac, Talking Heads, Grace Jones, Happy Mondays och Primal Scream under inspelningarna. Skivan fick ett mestadels gott mottagande med ett snittbetyg på 71/100 på den sammanställande sidan Metacritic. Till de mest positiva hörde recensenten på Pitchfork som gav skivan betyget 8.6/10. Albumets första singel "Take Me Over" blev också skivans populäraste låt.

## Låtlist
Alla låtar komponerade av medlemmarna i Cut Copy
1. "Need You Now" - 6:09
2. "Take Me Over" - 5:50
3. "Where I'm Going" - 3:34
4. "Pharaohs & Pyramids" - 5:28
5. "Blink and You'll Miss a Revolution" - 4:17
6. "Strange Nostalgia for the Future" - 2:06
7. "This Is All We've Got" - 4:43
8. "Alisa" - 4:07
9. "Hanging Onto Every Heartbeat" - 4:37
10. "Corner of the Sky" - 5:29
11. "Sun God" - 15:05

## Listplaceringar
- Billboard 200, USA: #46[4]
- UK Albums Chart, Storbritannien: #82[5]
- Australien: #3[5]
- Sverigetopplistan, Sverige: #48[6]